# Institut National de la Jeunesse, des Sports et de la Culture
Das Institut National de la Jeunesse, des Sports et de la Culture (INJS/C) ist eine öffentliche Bildungs- und Forschungseinrichtung für Jugend, Sport und Kultur in Niamey in Niger.

## Standort
Das Institut National de la Jeunesse, des Sports et de la Culture befindet sich am rechten Ufer des Flusses Niger im Arrondissement Niamey V. Westlich des Areals liegt das Stadtviertel Nogaré, südlich das Gelände der Abdou-Moumouni-Universität Niamey. Das INJS/C bildet administrativ ein eigenes Stadtviertel (französisch: quartier), das auch bei Volkszählungen gesondert erfasst wird. Bei der Volkszählung 2012 lebten hier 48 Einwohner in zwei Haushalten. Auf dem Areal gibt es 16 Klassenräume und sechs Büros, außerdem eine Bibliothek, einen Versammlungssaal und einen Arbeitssaal.

## Geschichte
Das Institut wurde am 27. Dezember 1979 gegründet. Damit wurde auch die Musikausbildung in Niger erstmals institutionalisiert. Das INJS/C erhielt 2010 die Rechtsform die Rechtsform einer Einrichtung öffentlichen Rechts der administrativen Art (Établissement Public à caractère Administratif). Im Jahr 2010 wurden Licence- und im Jahr 2015 Master-Studiengänge eingeführt.

## Organisation
Das Institut National de la Jeunesse, des Sports et de la Culture untersteht dem Ministerium für Jugend und Sport.
Die angebotenen Studiengänge sind:
- Wissenschaften und Techniken der Animation (im Sinne gestalterischer Beschäftigung)
- Wissenschaften und Techniken kultureller Tätigkeiten
- Wissenschaften und Techniken körperlicher und sportlicher Tätigkeiten[6]

Das Institut soll die Grundausbildung und berufliche Weiterbildung in den Bereichen Sport und Kultur für das Bildungswesen und für den Einsatz in Sport- und Kulturorganisationen gewährleisten. Ein weiterer Auftrag liegt in der wissenschaftlichen Forschung in diesen Bereichen.